# Flammula
Flammula  (Fr.) P. Kumm. – rodzaj grzybów z rodziny Hymenogastraceae. 

## Systematyka i nazewnictwo
Pozycja w klasyfikacji według Index Fungorum
Hymenogastraceae, Agaricales, Agaricomycetidae, Agaricomycetes, Agaricomycotina, Basidiomycota, Fungi.
Synonimy
Agaricus trib. Flammula Fr. (bazonim),  Flammula subgen. Flammula (Fr.) P. Kumm.
Gatunki występujące w Polsce
- Flammula alnicola (Fr.) P. Kumm. 1871 – tzw. łuskwiak żółty[3].